# Enrique Barzola
Enrique Jhonathan Barzola-Acosta, född 28 april 1989 i Lima, är en peruansk MMA-utövare som sedan 2015 tävlar i organisationen Ultimate Fighting Championship.